# Svart-vitt tänkande
Svart-vitt tänkande, även kallat allt-eller-inget-tänkande, beskriver inom psykiatrin en person som har ett stelt tankesätt utan nyanser, det finns inga gråskalor - bara svart och vitt. Det finns ingenting som är "sådär", utan det finns bara bra och dåligt. Termen används bland annat för att beskriva hur borderline-personer tänker.
När tankesättet svänger mellan extremer skapas förvirring och det blir utmanande att skapa meningsfulla relationer. Det påverkar inte bara kortvariga interaktioner utan har även långsiktiga konsekvenser för självkänslan och personlig utveckling. Att sakna kontinuitet och stabilitet i tänkandet kan göra det svårt att definiera sig själv och sina mål. Ett svart-vitt perspektiv kan resultera i inkonsekvent beteende, där ens syn på en situation snabbt kan förändras och påverka ens agerande.
Emotionellt instabila människor upplever intensiva känslosvängningar, vilket starkt påverkar deras tänkande då tankar följer känslor. Denna koppling kan bidra till uppkomsten av svart/vitt tänkande. Uppväxten i en miljö präglad av extremt och emotionellt styrt tänkande kan förstärka svart-vitt tänkande, där perfektionism blir en del av detta sätt att tänka. Press och stress tenderar att intensifiera extremt tänkande. Alkohol- och drogkonsumtion samt relationer där partnern också visar emotionellt styrt eller svart-vitt tänkande kan ytterligare förstärka detta mönster.